# Mercedes-Benz M256
La sigla Mercedes-Benz M256 indica un motore a scoppio prodotto a partire dal 2017 dalla casa automobilistica tedesca Mercedes-Benz.

## Caratteristiche e versioni
Destinato a sostituire gradualmente il motore M276 in tutte le vetture della gamma Mercedes-Benz ove previsto, il motore M256 sancisce il ritorno della Casa di Stoccarda alla formula del 6 cilindri in linea, dopo diversi anni di motori V6 (gli ultimi 6 cilindri in linea Mercedes-Benz erano stati montati fino al 2006 sotto il cofano delle E280 ed E320 CDI). La scelta di tornare a questa architettura motoristica è stata dettata da esigenze di economie di scala: infatti, il motore M256 fa parte di una più ampia "superfamiglia" di motori modulari aventi come elemento costituente in comune la cilindrata unitaria di circa 500 cm³, un po' come hanno fatto in precedenza le rivali BMW e Jaguar, con i loro motori modulari. In realtà, le componenti in comune fra i vari motori costituenti questa "superfamiglia" di propulsori sono molti di più, e conocorrono all'abbattimento dei costi di progettazione per la Mercedes-Benz. Appartengono a questa nuova schiera di motori modulari anche l'unità a 4 cilindri M264 e le unità a gasolio OM654 e OM656, quest'ultima pure a 6 cilindri in linea.

### Particolarità tecniche
Si è già parlato dell'architettura a 6 cilindri in linea del motore M256: come già ampiamente in uso presso Mercedes-Benz ed anche presso altre Case concorrenti, il materiale utilizzato per monoblocco e testata è la lega di alluminio, con canne riportate in ghisa. Le misure caratteristiche di questo motore sono di 83 x 92,4 mm, per una cilindrata complessiva pari a 2999 cm³. Anche negli altri nuovi motori modulari, vengono mantenute grosso modo le stesse misure caratteristiche, anche se non sempre rigidamente identiche (nel motore OM656, per esempio, la cilindrata scende a 2927 cm³).
Tra le altre caratteristiche di questo motore va sicuramente ricordato il nuovo impianto elettrico da 48 V: in effetti, si tratta di una soluzione dovuta al fatto che molti componenti di questo motore non sono più ad azionamento meccanico, bensì elettrico, motivo per cui si è reso necessario un impianto più potente. Fra l'altro, ciò ha sancito l'eliminazione della cinghia dei servizi e la ridisposizione degli organi ausiliari, riducendo così gli ingombri longitudinali del motore stesso.
I motori M256 dispongono di uno schema di sovralimentazione particolare, ossia con un compressore elettrico che agisce a bassi regimi più un turbocompressore che interviene invece a regimi più alti. Si tratta quindi di una soluzione simile al bi-stadio, ma attuata con due dispositivi di sovralimentazione differenti l'uno dall'altro. Anche la presenza di un organo come il compressore elettrico giustifica l'utilizzo di un impianto elettrico da 48 V. Ma non è tutto: tale impianto elettrico serve anche ad alimentare il sistema ISG (Integrierte Startergenerator), ossia un sistema simile a quello utilizzato da alcuni costruttori già alcuni anni prima, ma qui ulteriormente affinato e potenziato. In pratica, al posto del volano viene montato un alternatore reversibile in grado di funzionare sia come generatore che come motore di avviamento. Si tratta di un sistema Stop&Start evoluto, che permette al motore M256 di essere classificato fra le unità micro-ibride. A velocità molto bassa il motore si spegne lasciando che l'auto venga spinta solo dal dispositivo ISG, che eroga fino a 22 CV di potenza massima e fino a 250Nm di coppia massima, il quale poi si riconverte in motore sincrono quando si riaccelera e si necessita della spinta del motore a scoppio vero e proprio.
Tra le altre particolarità, va inoltre ricordato il fatto che si tratta del primo motore a benzina al mondo dotato di filtro antiparticolato. Secondo alcuni studi condotti dalla Transport&Environment, un'associazione indipendente, i motori a benzina ad iniezione diretta più recenti liberano infatti nell'atmosfera un ingente quantitativo di polveri sottili, addirittura più di quanto ne emettano invece i motori diesel.

### Riepilogo caratteristiche
In definitiva, queste sono le caratteristiche salienti del motore M256:
- architettura a 6 cilindri in linea;
- monoblocco e testata in lega leggera di alluminio;
- alesaggio e corsa: 83 x 92,4 mm;
- cilindrata: 2999 cm3;
- distribuzione a doppio asse a camme in testa;
- testata a 4 valvole per cilindro;
- alimentazione ad iniezione diretta;
- sovralimentazione mediante un turbocompressore ed un compressore elettrico BorgWarner;
- sistema ISG microibrido con alternatore reversibile da 22 CV e 250 Nm;
- rapporto di compressione pari a 10,5:1;
- catalizzatore a tre vie;
- filtro antiparticolato;
- organi ausiliari azionati mediante impianto elettrico a 48 V;
- albero a gomiti su cinque supporti di banco.

### Prestazioni ed applicazioni
Il motore M256 ha debuttato in due livelli di potenza sotto il cofano della Classe S W222 restyling, prodotta a partire dal maggio del 2017 e commercializzata a partire dal mese di luglio. Eccone le caratteristiche dal punto di vista prestazionale:
| Motore M256       |                |                |                                                                      |                    |
| Variante          | Potenza CV/rpm | Coppia Nm/rpm  | Applicazioni                                                         | Anni di produzione |
| M256E30 DEH LA GR | 367/ 5500-6100 | 500/ 1600-4000 | Mercedes-Benz CLS 450 4MATIC C257                                    | dal 01/2018        |
| M256E30 DEH LA GR | 367/ 5500-6100 | 500/ 1600-4000 | Mercedes-Benz S 450 W222                                             | 05/2017-08/2020    |
| M256E30 DEH LA GR | 367/ 5500-6100 | 500/ 1600-4500 | Mercedes-Benz E 450 4MATIC W213                                      | dal 06/2020        |
| M256E30 DEH LA GR | 367/ 5500-6100 | 500/ 1600-4500 | Mercedes-Benz E 450 4MATIC Coupé / Cabriolet                         | dal 06/2020        |
| M256E30 DEH LA GR | 367/ 5500-6100 | 500/ 1600-4500 | Mercedes-Benz GLE 450 4MATIC V167                                    | dal 10/2018        |
| M256E30 DEH LA GR | 367/ 5500-6100 | 500/ 1800-4500 | Mercedes-AMG GT 43 4 porte / Mercedes-AMG GT 43 4 porte 4MATIC+ X290 | dal 10/2018        |
| M256E30 DEH LA GR | 367/ 5500-6100 | 500/ 1600-4500 | Mercedes-Benz S 450 4MATIC W223                                      | dal 12/2020        |
| M256E30 DEH LA GR | 367/ 5500-6100 | 500/ 1600-4500 | Mercedes-Benz GLS 450 4MATIC X167                                    | dal 2019           |
| M256E30 DEH LA G  | 435/6100       | 520/ 1800-5800 | Mercedes-AMG GT 53 4 porte 4MATIC+ X290                              | dal 10/2018        |
| M256E30 DEH LA G  | 435/6100       | 520/ 1800-5800 | Mercedes-Benz S 500 4MATIC W223                                      | dal 12/2020        |
| M256E30 DEH LA G  | 435/ 5900-6100 | 520/ 1800-5800 | Mercedes-Benz E53 AMG 4MATIC+                                        | dal 04/2018        |
| M256E30 DEH LA G  | 435/ 5900-6100 | 520/ 1800-5800 | Mercedes-Benz E53 AMG 4MATIC+ Coupé e Cabriolet W238                 | dal 05/2018        |
| M256E30 DEH LA G  | 435/ 5900-6100 | 520/ 1800-5800 | Mercedes-Benz CLS 53 AMG 4MATIC+ C257                                | dal 05/2018        |
| M256E30 DEH LA G  | 435/ 5900-6100 | 520/ 1800-5500 | Mercedes-Benz S 500 W222                                             | 05/2017-08/2020    |
| M256E30 DEH LA G  | 435/ 5900-6100 | 520/ 1800-5800 | Mercedes-Benz GLE 53 AMG 4MATIC+ V167                                | dal 08/2019        |
| M256E30 DEH LA G  | 435/ 5900-6100 | 520/ 1800-5800 | Mercedes-Benz GLE 53 AMG 4MATIC+ C167                                | dall'11/2019       |
| M256E30 DEH LA    | 510            | 750            | Mercedes-Benz S 580 e W223                                           | dal 07/2021        |